# Eurydice (cràter)
Eurydice és un cràter de l'asteroide del tipus Amor (433) Eros, situat amb el sistema de coordenades planetocèntriques a 13.5 ° de latitud nord i 170 ° de longitud est. Fa un diàmetre de 2.2 km. El nom va ser fet oficial per la UAI l'any 2003 i fa referència a Eurídice, nimfa de la mitologia grega esposa d'Orfeu, a qui va intentar salvar-li la vida d'Hades.